# 川甘韭
川甘韭（学名：Allium cyathophorum var. farreri）是葱科葱属的变种。分布在中国大陆的四川、甘肃等地，生长于海拔2,700米至3,600米的地区，一般生长在山坡以及草地，目前尚未由人工引种栽培。